# Söndrum (dzielnica)

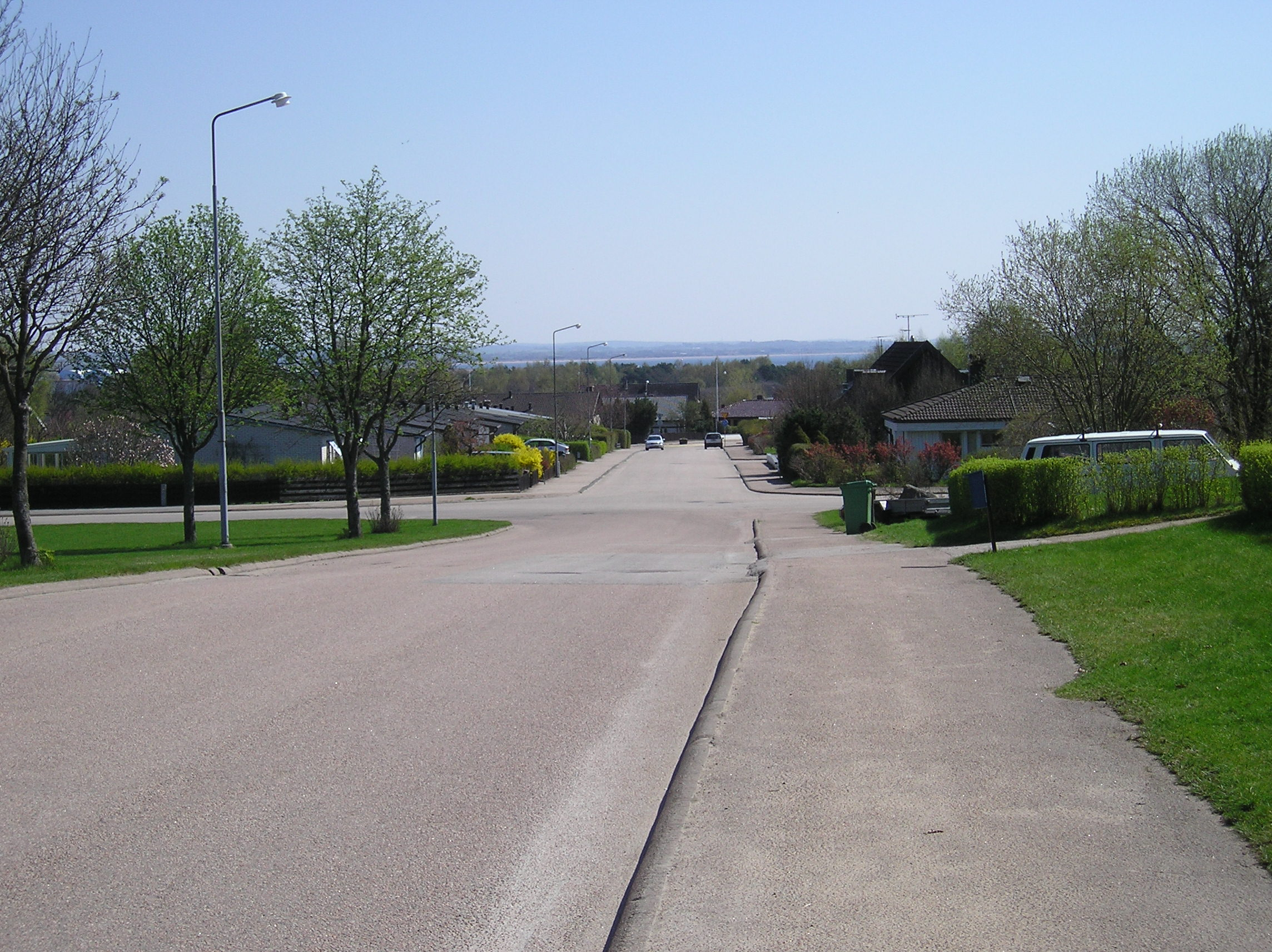
Dalabergsvägen w Söndrum

Söndrum – zachodnia część Halmstad, położona około 4 kilometrów od centrum miasta w kierunku Tylösand. Centralną część obszaru stanowią okolice kościoła Söndrum (Söndrums kyrka). Do Söndrum zaliczane są także miejscowości Tylösand i Frösakull.
Średniowieczny kościół w Söndrum stanowił centrum parafii Söndrum należącej do häradu Halmstad (Halmstads härad).
W Söndrum mieszkał muzyk Basshunter.